# Mount Thundergut
Mount Thundergut är ett berg i Antarktis. Det ligger i Östantarktis. Nya Zeeland gör anspråk på området. Toppen på Mount Thundergut är 1 784 meter över havet.
Terrängen runt Mount Thundergut är kuperad åt nordväst, men åt sydost är den bergig. Mount Thundergut ligger uppe på en höjd som går i öst-västlig riktning. Trakten är obefolkad. Det finns inga samhällen i närheten.